# 테헤란 메흐라바드 국제공항
테헤란 메흐라바드 국제공항(영어: Tehran Mehrabad International Airport, 페르시아어: فرودگاه بین‌المللی مهرآباد)은 이란의 수도인 테헤란 중심지에 위치한 공항으로 1938년에 개항하였다. 원래 국내선과 국제선을 모두 운항하다가, 2004년 5월에 테헤란 이맘 호메이니 국제공항이 개항하면서 국제선 노선을 모두 이관하고 국내선만 운영하고 있다. 이란의 국책 항공사인 이란 항공의 본사가 이곳에 위치해 있다.

## 역사
테헤란 메흐라바드 국제공항은 1938년에 항공클럽 비행기의 비행장으로 개항하였다. 이후 제2차 세계대전을 거치며 1949년 이란 민간 항공청이 국제민간항공기구에 가입함으로써 테헤란 메흐라바드 국제공항으로 개명하였고 이 공항은 이란 공군기지와 공동으로 사용되었다.
이후 1955년에 아스팔트 구조의 활주로와 신 터미널을 완공하며 본격적인 국제공항으로서의 역할을 수행했다. 특히 터미널 내부의 디자인은 미국의 산업디자이너인 윌리엄 페레이라가 디자인하여 독특한 인상을 주었는데 당시에는 이란이 친미국가였기 때문에 미국인 디자이너가 대거 참가하였다. 이란 혁명 전에는 미국과 오스트레일리아로 가는 국제선 노선도 취항하는 등 중동 항공수송의 중심 역할을 하였으나, 1979년 이란 혁명 발생 후 1980년에 미국과 단교하면서 다수의 국제선 노선의 취항이 중단되고 외국계 항공사들의 이란노선이 중단되어 현재는 다른 나라를 경유해야 미국과 오스트레일리아로 이동할 수 있다.
2004년에 국제선 전용인 테헤란 이맘 호메이니 국제공항이 개항을 하면서 2007년 11월까지 모든 국제선 노선을 이관한 후, 현재는 국내선만 운영하고 있다.

## 구조
- 테헤란 메흐라바드 국제공항은 6개의 터미널을 가지고 있다.

VIP 터미널이 터미널은 정부 고위관리가 이용하는 터미널로서 유일하게 미라즈 항공만 운용하고 있다.
CIP 터미널이 터미널은 모든 항공사가 이용할 수 있으나 승객의 요청에 따라 이용이 가능하다.
제 1터미널자그로스 항공과 키시항공의 출발 터미널로 사용된다.
제 2터미널대부분의 항공사가 제2 터미널을 사용하며 이란 항공, 미라즈 항공, 아타 항공, 이란에어 투어, 키심 에어의 허브 터미널로 사용되며 자그로스 항공과 키시항공의 출발 터미널로 사용되나 탑승교는 이란 항공과 미라즈 항공만이 사용한다. 또한 본 터미널은 화물 터미널로도 사용한다.
제 3, 5터미널하지 전용 터미널로 사용한다.
제 4, 6터미널전 항공사의 도착과 출발 터미널로 사용한다.
승무원 전용 터미널전 항공사의 승무원이 사용하는 전용 터미널이다.

## 운항 노선

### 국내선
| 항공사               | 목적지 | 터미널 |
| -------------------- | --- | ------ |
| 이란 항공            | 아와즈, 아다빌, 반다르아바스, 비잔드, 부시르, 카슘, 이스파한, 케르만샤, 키시, 라르, 마쉬하드, 라슈트, 쉼코트, 사리, 쉬라즈, 타브리즈, 라미아, 야자드, 자헤단                                                                         | 2      |
| 이란에어 투어        | 아와즈, 아다빌, 반다르아바스, 차파한, 이스파한, 케르만샤, 코라마바드, 마쉬하드, 라슈트, 사리, 쉼코트, 쉬라즈, 타브리즈, 라미아, 야자드, 자헤단                                                                                       | 2      |
| 이란 에어 트랜스포트 | 아바즈, 마쉬하르 | 4, 6   |
| 이란 아슈맘 항공     | 아와즈, 아다빌, 아쉬야르, 밤, 비잔드, 바존드, 부시르, 고르간, 카슘, 아일럼, 이스파한, 케르만사, 키시, 호이, 람미라드, 라르, 마쉬하드, 라프산자니, 람사르, 라쉬트, 사바즈바르, 사하드, 샤르다자, 쉬라즈, 타바스, 타바즈, 야쉬, 야잔드 | 4, 6   |
| 마한 에어            | 아다빌, 아쉬야르, 비잔드, 반다르아바스, 데즈풀, 이란쉼파르, 이스파한, 카르만, 키시, 마쉬하르, 마쉬하드, 쉬라즈, 수잔, 자볼 | 4, 6   |
| 미라즈 항공          | 반다르아바스, 데즈풀, 케르만사, 키시 섬, 마쉬하드, 쉬라즈, 타브리즈, 커슘 섬 | 2      |
| 사하 항공            | 아와즈, 키시, 마쉬하드 | 4, 6   |
| 사하 아시아 항공     | 마쉬하드 | 4, 6   |
| 아리아 항공          | 반다르아바스, 쉬라즈, 이스파한, 키시, 라르, 마쉬하드, 카슘 | 4, 6   |
| 아람 항공            | 아와즈, 반다르아바스, 키시, 마쉬하드, 타브리즈 | 4, 6   |
| 아리아 항공          | 이스파한, 키시 | 4, 6   |
| 아타 항공            | 반다르아바스, 키시, 마쉬하드, 아다빌, 타브리즈, 라미아 | 2      |
| 자그로스 항공        | 아와즈, 마쉬하드, 키시, 쉬라즈, 쉬리 | 4, 6   |
| 카슘 파스피 에어     | 반다르아바스, 반다르라그하, 카슘, 마쉬아르 | 4, 6   |
| 카스피안 항공        | 아와즈, 키시, 마쉬하드, 타브리즈 | 4, 6   |
| 키시 항공            | 아와즈, 아쉬야르, 아다빌, 반다르아바스, 하마단, 이스파한, 카슘, 키시, 마쉬하르, 마쉬하드, 쉬라즈, 쉼코트, 타브리즈 | 4, 6   |
| 타반 항공            | 반다르아바스, 이스파한, 키시, 하마단, 카슘 | 4, 6   |

## 같이 보기
- 이란의 교통
- 이란의 항공사 목록
- 미라즈 항공